# МКС-22
МКС-22 — двадцать второй долговременный экипаж Международной космической станции. Экипаж начал свою работу с момента отстыковки комического корабля «Союз ТМА-15» 1 декабря 2009 года, 03:56 UTC; закончил работу 18 марта 2010 года, 8:03 UTC в момент отстыковки «Союза ТМА-16». Первоначально экипаж состоял из двух человек, ранее работавших в составе миссии МКС-21. 22 декабря 2009 года, 22:48 UTC экипаж МКС-22 пополнился до пяти человек после стыковки корабля «Союз ТМА-17».

## Экипаж
| Должность     | 1-22 декабря 2009     | 22 декабря 2009 — 18 марта 2010 | № полёта | Корабль доставки |
| ------------- | --------------------- | ------------------------------- | -------- | ---------------- |
| Командир      | Джеффри Уильямс, НАСА | Джеффри Уильямс, НАСА           | 3        | «Союз ТМА-16»    |
| Бортинженер 1 | Максим Сураев, РКА    | Максим Сураев, РКА              | 1        | «Союз ТМА-16»    |
| Бортинженер 2 |                       | Олег Котов, РКА                 | 2        | «Союз ТМА-17»    |
| Бортинженер 3 |                       | Соити Ногути, JAXA              | 2        | «Союз ТМА-17»    |
| Бортинженер 4 |                       | Тимоти Кример, НАСА             | 1        | «Союз ТМА-17»    |

ИсточникNASA

## Ход экспедиции

### Выход в открытый космос
14 января 2010 года  Олег Котов и  Максим Сураев совершили выход в открытый космос из модуля Пирс продолжительностью 5 часов 22 минуты. Космонавты протянули кабельные линии связи между модулями «Поиск» и «Звезда», установили стыковочные мишени и антенны радиотехнической системы «Курс». Кроме того, был демонтирован и занесён внутрь станции контейнер с биологическими образцами «Биориск-МСН», который находился в космосе свыше двух лет.

### Перестыковка корабля «Союз ТМА-16»
21 января 2010 года корабль «Союз ТМА-16» был перестыкован от кормового порта модуля «Звезда» на стыковочный узел нового модуля «Поиск». Во время перестыковки в корабле «Союз ТМА-16» находились Максим Сураев и командир экипажа станции Джеффри Уильямс. Кораблем «Союз ТМА-16» управлял Максим Сураев. В 10 часов 3 минуты (по Гринвичу) корабль отстыковался от модуля «Звезда», удалился от станции на 30 метров и через 21 минуту (в 10 часов 24 минуты) пристыковался к модулю «Поиск». Это была первая стыковка к модулю «Поиск». Стыковочный узел на модуле «Звезда» был освобожден для грузового корабля серии «Прогресс», старт которого состоялся 3 февраля.

### Принятый грузовой корабль
«Прогресс М-04М», старт 3 февраля 2010 года, стыковка 5 февраля 2010 года.

### Экспедиция посещения
STS-130 «Индевор», старт 8 февраля 2010 года, стыковка 10 февраля 2010 года, отстыковка 20 февраля 2010 года, посадка 22 февраля 2010 года. Доставка на МКС модулей «Транквилити» и «Купол». Экипаж шаттла выполнил три выхода в открытый космос из модуля Квест.